# Tashicho dzong

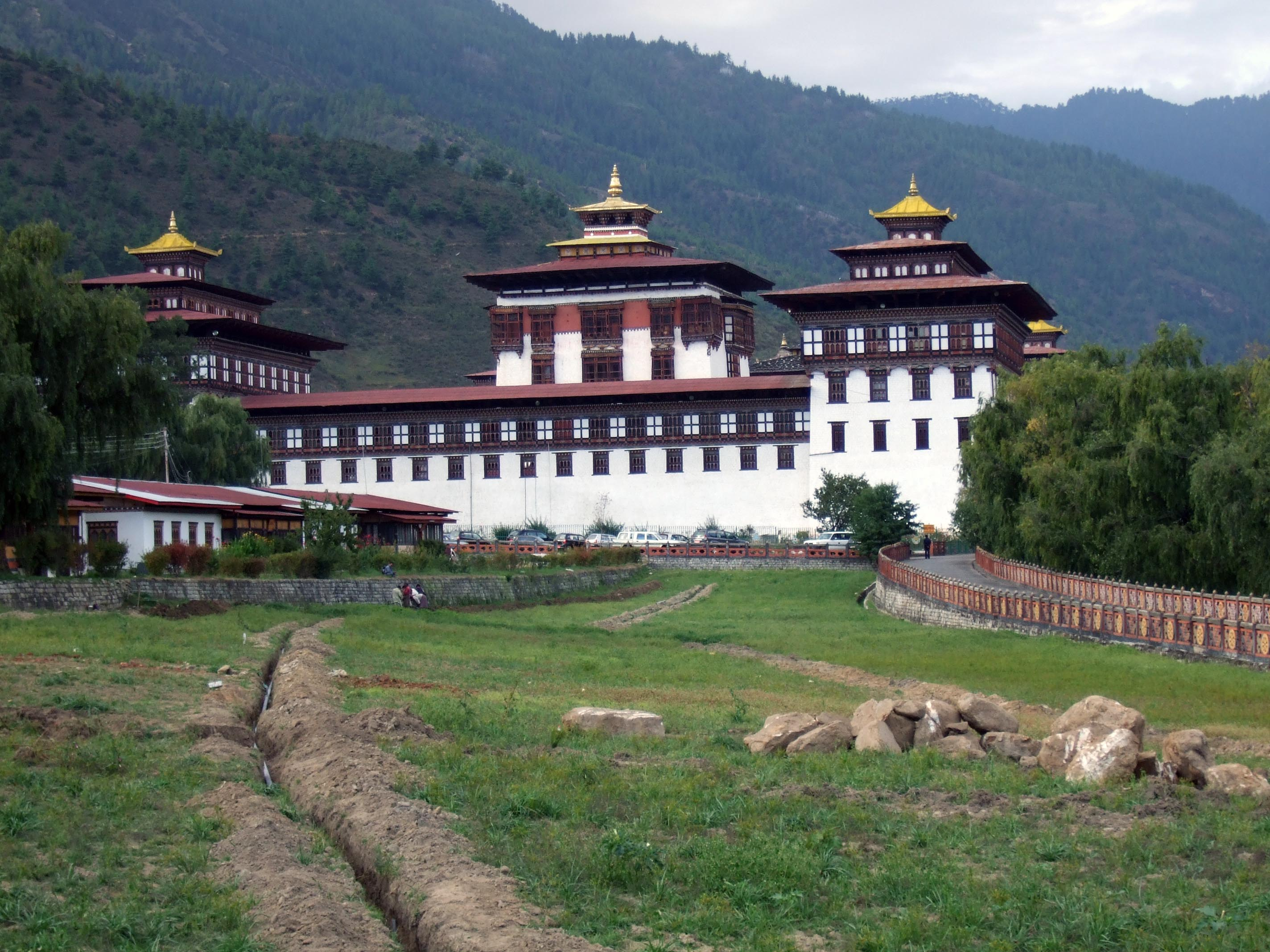
Tashicho dzong in Thimphu, Bhutan

De Tashicho dzong in Thimphu is het belangrijkste gebouw van Bhutan. Sinds 1952 is het de regeringszetel van Bhutan. Ook de koning heeft er zijn kantoren. Tot voor kort vergaderde hier ook de Tshogdu, de nationale vergadering van Bhutan. Daarnaast is deze dzong (kloosterburcht) het religieuze centrum van het land, waar 's zomers de geestelijke leider, de Je Khenpo en zijn gevolg verblijven. 
In 1641 kocht Shabdrung Ngawang Namgyal een 13e-eeuws fort, dat hij Tashicho dzong, “het fort van de glorieuze godsdienst" noemde. Hij vestigde er de wereldlijke en geestelijk macht van Bhutan. Dit gebouw bleek te klein en daarom werd op de huidige locatie, aan de oevers van de Wang Chu rivier, een nieuwe dzong (kloosterburcht) gebouwd. In de 18e eeuw werd de totale bestuur naar de nieuwe dzong overgebracht dat ook de naam Tashicho dzong overnam. Het oorspronkelijke gebouw ging bij een brand verloren. Ook het nieuwe gebouw moest regelmatig worden gerestaureerd na verwoestingen door brand en aardbevingen. 

In 1955 bepaalde de toenmalige koning - Jigme Dorji Wangchuk - dat Thimphu in het vervolg de enige hoofdstad van Bhutan zou zijn en liet de Tashicho dzong in zijn traditionele staat renoveren en uitbreiden, waarmee deze kloosterburcht het centrum van Bhutan werd. 
Het is het grootste klooster van het land en er wonen zo’n 2000 monniken. 
Deze dzong is ook de plaats waar in Thimphu jaarlijks het driedaagse Tsechu festival plaatsvindt.